# Краом
Краом (Пном Кром) (кхмер. ភ្នំក្រោម) — гора высотой 140 метров в окрестностях Сиемреапа, Камбоджа.

## Местоположение
Гора Краом находится в 12 км к юго-востоку от города Сиемреапа в Камбодже.
Склоны Краома очень скалистые. Местные легенды говорят, что гора образовалась из камней, брошенных генералом обезьяньего войска Хануманом во время его поиска медицинских снадобий. Эти события описаны в эпосе Рамаяна. С территории за пределами западных ворот храма на горе открывается потрясающий вид на озеро Тонлесап.

## Ангкорский храм
На вершине горы находится храм Пномкраом (Пнумкраон), построенный Яшоварманом I одновременно c храмами Пномбакхенг и Пномбок и посвящённый Тримурти. Храм окружён стеной из латерита, образующей прямоугольник в плане. На каждой из четырёх сторон расположены входные гопуры, крестообразные в плане. На территории, окружённой стеной, находятся руины десяти прямоугольных зданий, сделанных из латерита: четыре из них вдоль восточной стены и по два вдоль остальных. Сверху эти сооружения покрывала когда-то черепица, уложенная поверх деревянных стропил, ныне не сохранившихся. В центре огороженной территории, на общей платформе, стоят три прасата (храма), сделанных из песчаника. Степень сохранности храмов очень низкая. Каменная резьба и барельефы едва просматриваются. Доступ на верхнюю часть платформы осуществляется по лестницам, охраняемым каменными львами. Входы в храмы расположены с восточной и западной сторон. С двух других — глухие двери. Внутри храмов сохранились пьедесталы, на которых стояли статуи Шивы (центральная башня), Вишну (северная башня) и Брахмы (южная башня). Фриз пьедестала южного прасата украшает изображение хамсы, священного гуся.